# Найдин, Игорь Владимирович
Игорь Владимирович Найдин (род. 17 декабря 1969, Москва) — российский альтист и музыкальный педагог; заслуженный артист Российской Федерации (2004), преподаватель Московской консерватории по классу альта; лауреат Государственной премии России (2001).

## Биография
Родился 17 декабря 1969 года в Москве. Учился на скрипке в ЦМШ при Московской консерватории у профессора М. С. Глезаровой, затем в Московской консерватории по классу скрипки и одновременно по классу альта у профессора Ю. А. Башмета. После окончания консерватории играл в Квартете «Russo», сформировавшемся в классе М. С. Копельмана (занятия с квартетом проводили также В. Берлинский и Д. Шебалин). В Квартете имени Бородина играет с 1996 года.

## Награды и звания
- Медаль ордена «За заслуги перед Отечеством» II степени (18 января 2000 года) — за большой вклад в развитие музыкального искусства[2].
- Заслуженный артист Российской Федерации (12 июня 2004 года) — за заслуги в области искусства[1].
- Лауреат Государственной премии России (2001).
- Лауреат международных квартетных конкурсов: «Концертино Прага» (1988), в Италии (Сицилия, 1990, I премия) и конкурса Иегуди Менухина в Лондоне (1991). В 1995 г. завоевал I премию на Международном конкурсе альтистов Юрия Башмета в Москве.